# Choristylis
Choristylis là một chi thực vật có hoa trong họ Iteaceae.